# Secusio deilemera
Secusio deilemera är en fjärilsart som beskrevs av Talbot 1929. Secusio deilemera ingår i släktet Secusio och familjen björnspinnare. Inga underarter finns listade.